# Nálepkovo

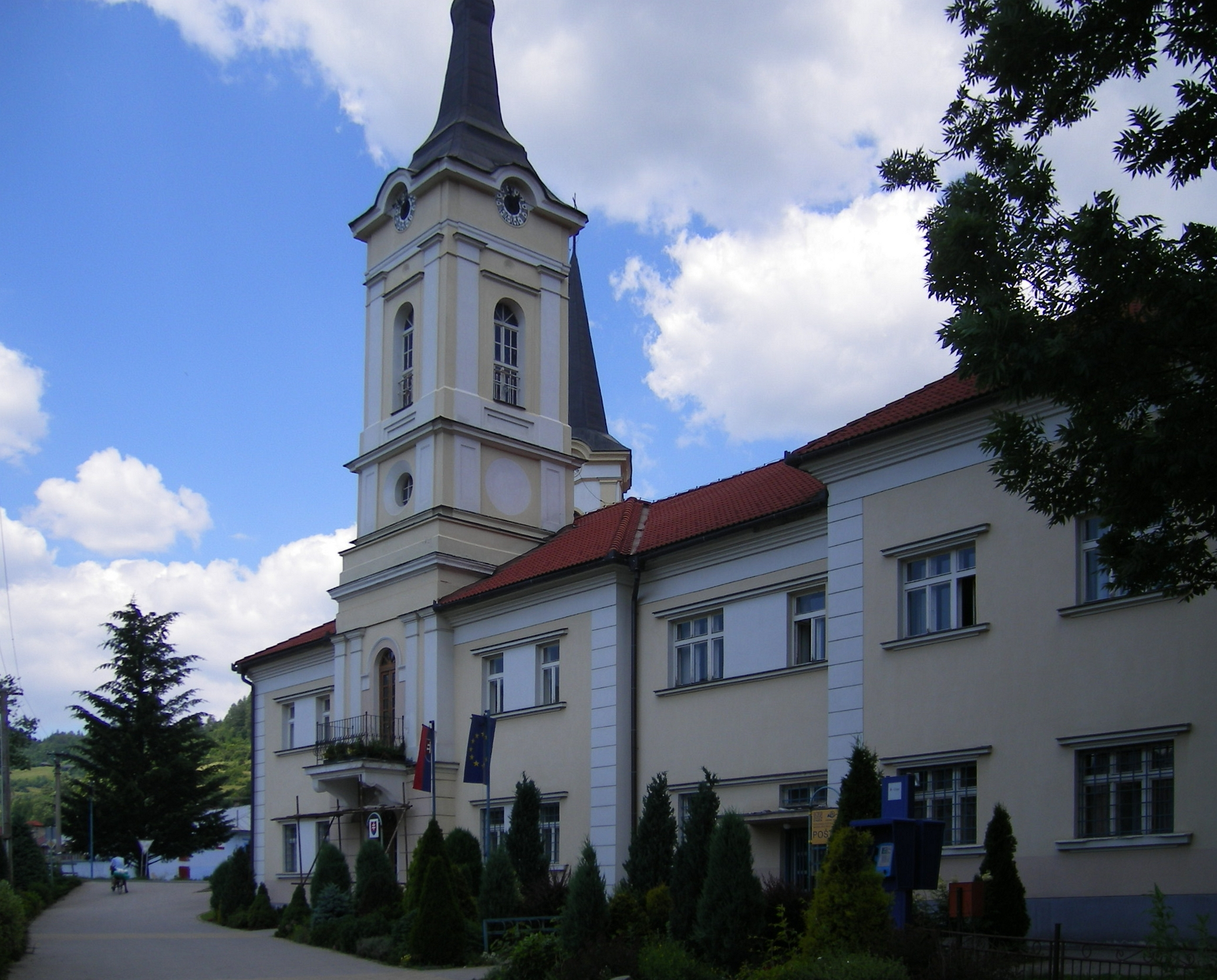

Nálepkovo (denumit până în anul 1948 slovacă Vondrišel; germană Wagendrüssel și maghiară Merény) este o comună în Slovacia de est. Localitatea este așezată pe valea râului Hnilec între munții  „Hnilecké vrchy” și „Volovské vrchy” la circa 20 de km de Spišská Nová Ves și 25 km depărtare de Gelnica. Localitatea este pentru prima oară amintită în anul 1290 sub numele de „Vagndruzel”. Din anul 1948 a primit denumirea după numele comandantului de partizani slovac „Ján Nálepka”. De comună aparțin localitățile Čierna Hora (Schwarzenberg), Hámre (Hammer) și Zahájnica.

## Demografie
| An:                | 1994 | 2004    | 2014    | 2024    |
| ------------------ | ---- | ------- | ------- | ------- |
| Număr de persoane: | 2411 | 2786    | 3219    | 3861    |
| Diferență:         |      | +15,55% | +15,54% | +19,94% |

| An:                | 2023 | 2024   |
| ------------------ | ---- | ------ |
| Număr de persoane: | 3816 | 3861   |
| Diferență:         |      | +1,17% |